# Кимобецу
Кимобецу (яп. 喜茂別町 Кимобэцу-тё:) — посёлок в Японии, находящийся в уезде Абута округа Сирибеси губернаторства Хоккайдо. Площадь посёлка составляет 189,51 км², население — 2398 человек (30 июня 2014), плотность населения — 12,65 чел./км².

## Географическое положение
Посёлок расположен на острове Хоккайдо в губернаторстве Хоккайдо. С ним граничат города Саппоро, Дате, посёлок Кёгоку и сёла Русуцу, Маккари.

## Население
Население посёлка составляет 2398 человек (30 июня 2014), а плотность — 12,65 чел./км². Изменение численности населения с 1980 по 2005 годы:
| 1980 | 4085 чел. |  |
| 1985 | 3749 чел. |  |
| 1990 | 3240 чел. |  |
| 1995 | 3029 чел. |  |
| 2000 | 2843 чел. |  |
| 2005 | 2707 чел. |  |